# Весёлый (Овчинское сельское поселение)
Весёлый — поселок в Суражском районе Брянской области в составе Овчинского сельского поселения.

## География
Находится в северо-западной части Брянской области на расстоянии приблизительно 8 км на северо-запад по прямой от районного центра города Сураж.

## История
Известен с 1920-х годов. На карте 1941 года отмечен как поселение с 6 дворами.

## Население
Численность населения: 200 человек (1926 год), 20 (русские 90 %) в 2002 году, 15 в 2010.